# Silabario chipro-minoico
El silabario chipro-minoico (abreviado CM), o Lineal C, es un sistema de escritura silábica no descifrada, empleada en la isla de Chipre hacia finales de la Edad del Bronce (c. 1550-1050 a. C.) El término «chipro-minoico» fue acuñado por Sir Arthur John Evans en 1909 debido a su similitud con el Lineal A de la Creta minoica, pues, en su opinión, de este provendría el silabario chipro-minoico. Se han encontrado unos 250 objetos con inscripciones chipro-minoicas: tablillas de arcilla, soportes para velas votivas, cilindros y bolas de arcilla. Los hallazgos han tenido lugar en excavaciones de varios parajes de Chipre, y también en la antigua ciudad de Ugarit, en la costa siria.
Las inscripciones fueron clasificadas por Emilia Masson en cuatro grupos íntimamente relacionados: el CM arcaico, el CM 1 (también conocido con el nombre de Lineal C), el CM 2 y el CM 3, si bien hay eruditos que divergen de dicha clasificación. Apenas se sabe sobre el origen de esta escritura, o en qué tipo de lengua se escribía. Sin embargo, su uso continuado hasta el comienzo de la Edad del Hierro está atestiguado, haciendo de enlace con el silabario chipriota, que se lee como el griego y por lo tanto fue descifrado.